# Palmitos Park
Palmitos Park är en papegojpark på södra delen av Gran Canaria, inte långt från Maspalomasområdet. 
Sommaren 2007 totalförstördes parken under de stora bränderna som härjade på ön, men parken återuppbyggdes och kunde öppna på nytt sommaren 2008. Parken har vid renoveringen utökats med en delfinbassäng/-show. Parken har en stor trädgård och där finns förutom papegojor även örnar, gamar, kräldjur, fjärilshus, akvarium, apor med mera. Det finns även ett orkidéhus.